# Acacia leucophloea
Acacia leucophloea é uma espécie de leguminosa do gênero Acacia, pertencente à família Fabaceae.